# Distretto di Central River Cess
Il distretto di Central River Cess è un distretto della Liberia facente parte della contea di River Cess.